# 恋人 (シベリウス)
『恋人』（フィンランド語: Rakastava） 作品14は、ジャン・シベリウスが作曲した組曲。1912年に弦楽合奏、打楽器、トライアングルのための楽曲として書き上げられた。これは1894年に作曲された無伴奏男声合唱のための4曲からなる同名の曲集を基にしている。作品は『カンテレタル』第1巻のフィンランド語のテクストを素材としている。

## 概要
シベリウスは1894年に無伴奏男声合唱のための曲集『恋人』を、フィンランドの伝承詩集『カンテレタル』第1巻のテクストから作曲していた。この1894年の作品は地元のコンクールに出品されて2等賞を獲得している。この時の優勝者は彼のかつての師だった。シベリウスはこの曲集を1894年に弦楽伴奏つきの男声合唱、1898年に混声合唱のために編曲している。
シベリウスはこの合唱版を下敷きに、弦楽合奏、打楽器とトライアングルのための組曲『恋人』を仕立て上げ、作品番号14を与えた。完成は1912年、交響曲第4番に取り組んでいた時期にあたる。本作が「聴衆を魅了した」からという理由で、1920年代までしばしば自作の交響曲を指揮する際にこの組曲を同時に取り上げていた。

## 楽曲構成

### 合唱曲集
1. Miss' on kussa minun hyväni
2. Eilaa, eilaa
3. Hyvää iltaa lintuseni
4. Käsi kaulaan, lintuseni[1]

### 組曲
1. Rakastava, Andante con moto 4/4拍子 ヘ長調
2. Rakastetun tie （恋人の道）, Allegretto 3/4拍子 変ロ長調
3. Hyvää iltaa ... Jää hyvästi （こんばんは、さようなら）, Andantino 4/4拍子 ヘ長調[1]

第1曲では弦楽器が明るく美しく響く。第2曲の合唱部分は「弦楽器の囁きと素晴らしく柔軟な旋律展開」に変更されている。第3曲は原曲と同様に感情に深く訴えかける。